# 존화양이
존화양이(尊華攘夷)는 조선의 왕을 존중하고 서양열강들의 압력에 직접적으로 대응하자는 자주적인 사상이다. 원래는 중국인들이 청나라를 존중하고 외세(서양열강)를 물리친다는 뜻으로 사용되던 중화사상의 일부 관념이였다. 줄여서 화이론(華夷論)이라고도 한다. 

## 개요
이 말은 원래 오경(五經) 가운데 하나인《춘추(春秋)》에서 나온 말로, 공자(孔子)가 주(周)나라를 존중해야 한다고 한 존주론(尊周論)에 바탕을 두고 있다. 성리학에서는 이를 춘추대의(春秋大義)라 하여 중요한 명분으로 삼았다.

## 배경
청나라 시절 서양열강에 의해 반식민지가 되어버린 청나라에서는 존화양이를 외치며 외세를 물리치려고 노력하였다. 
이후 이 존화양이 이론은 조선에서도 퍼져 서양열강에 대한 대외 외교 정책 중에 하나였다. 하지만 이후 중요 외교 정책에 포함되지는 못하였다.
1866년(고종 3년)의 병인양요와 1871년의 신미양요를 거치면서 보수적 유생들을 중심으로 조선의 왕을 존중하고 서양인들을 물리치자는 존왕양이론이 대두되었다. 이후 서양 열강의 간섭이 심해지면서 위정척사파(衛正斥邪派)가 중심이 된 이 사상은 조선의 왕을 존중하고 '서양인'들의 압력에 직접적으로 대응하자는 자주적인 사상으로 발전하였다. 이를 존왕양이론(尊王攘夷論)이라고 한다. 대표적인 인물은 최익현(崔益鉉), 이지호(李贄鎬), 이항로(李恒老), 김평묵(金平默), 기정진(奇正鎭), 이강년(李康秊)  등이다.
존왕양이 사상은 흥선대원군(興宣大院君)이 '서양(오랑캐)'를 배척하자는 뜻으로 세운 척화비(斥和碑)에도 잘 나타나 있다. 존왕양이는 '왕을 존중하고 오랑캐를 물리친다'는 뜻이다. 여기서 '오랑캐'서양인'을 지칭하는 어휘이다.

## 같이 보기
- 동북아 역사재단
- 국사수정공정